# Ctimene vestigiata
Ctimene vestigiata är en fjärilsart som beskrevs av Pieter Cornelius Tobias Snellen 1881. Ctimene vestigiata ingår i släktet Ctimene och familjen mätare. Inga underarter finns listade i Catalogue of Life.